# Gouvernement Monastir
Das Gouvernement Monastir (arabisch ولاية المنستير) ist  eines von 24 Gouvernements in Tunesien. Es liegt an der Mittelmeerküste im Nordosten des Landes, hat eine Fläche von 1.024 km² (flächenmäßig viertkleinstes Gouvernement) und eine Bevölkerung von 525.500. Die Hauptstadt ist die gleichnamige Stadt Monastir.

## Geographie
Monastir hat eine Küstenlinie von 35 Kilometern zum Mittelmeer. Im Süden grenzt es an das Gouvernement Mahdia, im Norden an das Gouvernement Sousse. Administrativ ist das Gouvernement in 13 Delegationen sowie in 31 Gemeinden aufgeteilt.
| Delegation             | Einwohner 2004 |
| ---------------------- | -------------- |
| Béni Hassen            | 12.650         |
| Bekalta                | 13.695         |
| Ouerdanine             | 18.852         |
| Sahline                | 21.799         |
| Sayada-Lamta-Bou Hajar | 22.947         |
| Zéramdine              | 25.947         |
| Bembla                 | 27.382         |
| Ksibet el-Médiouni     | 28.722         |
| Téboulba               | 31.154         |
| Ksar Hellal            | 39.991         |
| Jemmal                 | 55.272         |
| Moknine                | 75.885         |
| Monastir               | 81.294         |

## Wirtschaft
Der größte Teil des Landes wird von der Landwirtschaft beansprucht (ca. 86 Prozent der Gesamtfläche); die mit Abstand wichtigste Kulturpflanze ist die Olive. Die zweitwichtigste Wirtschaftsbranche ist die Bekleidungsindustrie mit Produktion vor allem für die Europäische Gemeinschaft, gefolgt von Tourismus und Fischerei.